# Knodus heteresthes
Knodus heteresthes é uma espécie de peixe da família dos caracídeos e da ordem dos caraciformes. Os machos podem alcançar 5,1 cm de comprimento. Vivem em zonas de clima tropical, na América do Sul, mais especificamente, na bacia do rio Tapajós, no Brasil.